# Draconarius himalayaensis
Draconarius himalayaensis là một loài nhện trong họ Amaurobiidae.
Loài này thuộc chi Draconarius. Draconarius himalayaensis được Hsen Hsu Hu miêu tả năm 2001.